# Сарабінський сільський округ
Сарабі́нський сільський округ (каз. Сарыоба ауылдық округі, рос. Сарабинский сельский округ) — адміністративна одиниця у складі Аршалинського району Акмолинської області Казахстану. Адміністративний центр — село Сариоба.
Населення — 911 осіб (2021; 1469 у 2009, 1657 у 1999, 1516 у 1989).
Станом на 1989 рік існувала Нововладимировська сільська рада (села Акжар, Владимировка, Зоря, Нововладимировка, Сариоба, Херсоновка, селище Сариоба), з 1993 року — Нововладимировський сільський округ. Пізніше села Владимировка, Сариоба та селище Сариоба утворили окремий Сарабінський сільський округ. Село Владимировка було ліквідоване 2009 року.

## Склад
До складу округу входять такі населені пункти:
| Населений пункт           | Колишні назви | Населення, осіб (1989) | Населення, осіб (1999) | Населення, осіб (2009) | Населення, осіб (2021) |
| ------------------------- | ------------- | ---------------------- | ---------------------- | ---------------------- | ---------------------- |
| Владимировка, село        | -             | 104                    | 54                     | 0                      | -                      |
| Сариоба, село             | Сар'юба       | 814                    | 917                    | 784                    | 532                    |
| Сариоба, станційне селище | Сар'юба       | 598                    | 686                    | 685                    | 379                    |